# تاراگو (نیو ساوت ولز)
تاراگو (به انگلیسی: Tarago) یک شهرک در استرالیا است که در نیو ساوت ولز واقع شده‌است.